# Ave libertas

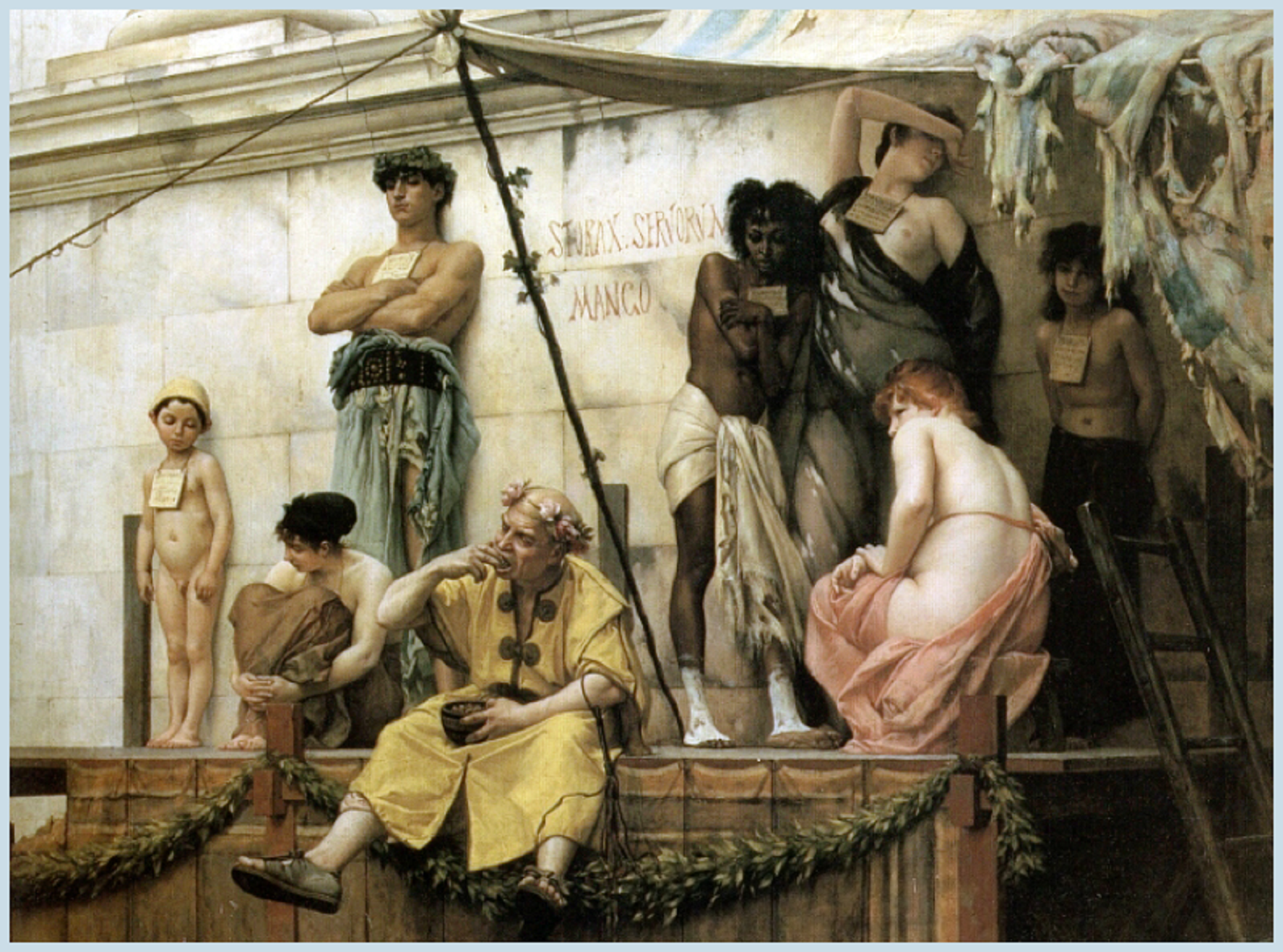
Sprzedaż niewolników w starożytnym Rzymie (mal. Gustave Boulanger, 1882)

Ave libertas – powieść przygodowo-historyczna Bogusława Sujkowskiego osnuta na tle wielkiego powstania niewolników na Sycylii w II wieku p.n.e.

## Zarys fabuły
Do sycylijskich Syrakuz przybywa okręt z ładunkiem niewolników, niecierpliwie oczekiwany przez miejscowego bogacza Kasjusza Leliusza. Wśród jego pasażerów są bohaterowie późniejszych wydarzeń: Cylicyjczyk Kleon, syryjski mag Eunus, Grecy Achajos i Lesteros. Wraz z innymi nowo przybyłymi zostają sprzedani do majątków znanych miejscowych latyfundystów: Damofilusa Jukundusa, Opiusza Sabiniusza i Markusa Stacjusza, gdzie poddawani codziennemu reżimowi i drakońskim karom wykonują katorżnicze prace i mają utracić swe człowieczeństwo. Niezłamani tym i wciąż niepokorni organizują bunt, dając początek powstaniu niewolników, do których przyłączają się też niszczeni przez latyfundystów rzymscy chłopi i inni rujnowani przez możnowładców Rzymianie. Jedyną postacią pozytywną wśród ciemięzców jest szlachetna córka Jukundusa – Liwilla, współczująca i pragnąca ulżyć losowi niewolnych. Losy Kleona i Eunusa splatają się z losem ich kobiecych towarzyszek: odważnej, prostolinijnej Greczynki Semeli i wygodnej, podstępnej Syryjki Soemjady, które w znacznym stopniu nadają ton ich dalszym poczynaniom.
Początkowe sukcesy powstańców i rozmach powstania zaczynają jednak ustępować wobec siły, zdecydowania i lepszego zorganizowania Rzymian. Fatalnie zaczynają odbijać się błędy i brak właściwej organizacji powstania bez jasnego programu politycznego i wytkniętych celów społecznych. Mit wolności pryska, a idea republikańskiego państwa niewolników przepada na dobre, gdy przywódca powstańców Eunus ogłasza się królem Antiochem i przywraca porządek oparty na niewolnictwie, zaczynając też usuwać dawnych towarzyszy walki i niewoli. Stopniowo pogłębia się dawny konflikt między Eunusem i Kleonem. Ostatecznie powstańców odstępują nawet piraci, co Rzymianom umożliwia przerzucenie nowych wojsk i zaopatrzenia na Sycylię. Wolnościowy zryw pod hasłem Ave libertas nieuchronnie musi zakończyć się klęską...

## O książce
Powieść tę, którą Sujkowski napisał sięgając do wydarzeń pierwszego powstania niewolników na Sycylii w latach 137-132 p.n.e., pod względem chronologicznym można uważać za przedłużenie powieści Miasto przebudzone. Mimo kreowania kilku najważniejszych postaci, głównym jej bohaterem autor uczynił szlachetnego idealistę Kleona – postać wprawdzie historyczną, lecz o której wiadomo bardzo niewiele, natomiast lepiej znanego jako wódz powstańców Eunusa przedstawił negatywnie jako jego antagonistę. Kreśląc barwnie obraz stosunków panujących na Sycylii, przejmująco ukazał istotę i znaczenie pracy niewolniczej w tzw. gospodarce willowej wraz z jednoczesnym ubożeniem rzymskiego chłopstwa ulegającego proletaryzacji. Postać zbuntowanego Rzymianina Polibiusza wykorzystał z kolei dla pokazania destrukcyjnej działalności śródziemnomorskich piratów i uświadomienia szczególnego znaczenia plagi piractwa w świecie antycznym. Ponadto, snując losy swych bohaterów, autor zaprezentował pogłębioną znajomość szczegółów życia codziennego i innych realiów ówczesnego świata rzymskiego.